# Obiteljski grijesi
Obiteljski grijesi (izvorno Perdona nuestros pecados) meksička je telenovela čija se radnja temelji na čileanskoj telenoveli istog naziva.
U Hrvatskoj se prikazivala od 26. lipnja do 27. listopada 2023. na Prvom programu HRT-a.

## Uloge
- Jorge Salinas — Armando Quiroga
- Erika Buenfil — Estela Cáceres[4]
- César Évora — Héctor Morales
- Sabine Moussier — Ángela Bulnes de Montero
- Marisol del Olmo — Silvia Martínez
- Emmanuel Palomares — Andrés Martínez[5]
- Oka Giner — Elsa Quiroga
- Osvaldo de León — Gerardo Montero
- Ricardo Fastlicht — Lamberto Montero
- Óscar Bonfiglio — Reynaldo
- Montserrat Marañón — Flor
- Rocío de Santiago — Antonia Martínez
- Fernanda Urdapilleta — Aurora Montero
- Giuseppe Gamba — Horacio Morales
- Daniela Cordero — Elena Quiroga
- Karla Farfán — Meche Morales
- Gina Pedret — Guillermina
- Carlo Guerra — Carlos Morales
- Sofía Mariel Espejel — Sofía Quiroga
- Pato de la Garza — Martín Quiroga
- Fausto Emiliano — Domingo Quiroga
- Hugo Aceves — Oliver
- Ricardo Kleinbaum — Leonidas
- Giovanna Duffour — Ingrid
- Adrián Laut — Renzo
- Magda Karina — Clemencia
- Luz Edith Rojas — Nora
- Olivia Collins — Irene Cáceres
- Enoc Leaño — Fuentes
- Gloria Sierra — Natalia